# Brachythops wuestneii
Brachythops wuestneii är en stekelart som först beskrevs av Friedrich Wilhelm Konow 1885.  Brachythops wuestneii ingår i släktet Brachythops, och familjen bladsteklar. Arten är reproducerande i Sverige.